# Prospiekt Sławy (przystanek kolejowy)
Prospiekt Sławy (ros. Проспект Славы) – przystanek kolejowy w miejscowości Petersburg, w Rosji. Położony jest na linii Petersburg - Newel - Witebsk.

## Historia
Przystanek powstał w pobliżu ówczesnej wsi Kupczino i poprzednio nosił nazwę Kupczino.